# Ravenswood (televisieserie)
Ravenswood is een Amerikaanse dramaserie van FreeForm. De serie ging in première op 22 oktober 2013. De serie is een spin-off van Pretty Little Liars.

## Verhaallijn
Ravenswood is een stad vlak bij Rosewood. De stad lijdt al generaties lang onder een vloek. Vijf vreemdelingen voelen zich plotseling verbonden door deze fatale vloek en voelen de noodzaak om te graven in de mysterieuze en vreselijke geschiedenis van de stad voordat het voor elk van hun te laat is.